# Stade Umuganda
Stade Umuganda to piłkarski stadion w rwandyjskim mieście Gisenyi. Swoje mecze rozgrywają na nim drużyny Etincelles FC i Marines FC. Stadion pomieści 5000 widzów. Mieści się przy Avenue de l'Umuganda.